# Macroptila crinada
Macroptila crinada är en fjärilsart som beskrevs av Paul Dognin 1894. Macroptila crinada ingår i släktet Macroptila och familjen björnspinnare. Inga underarter finns listade i Catalogue of Life.